# Astropecten acutiradiatus
Astropecten acutiradiatus is een kamster uit de familie Astropectinidae.
De wetenschappelijke naam van de soort werd in 1956 gepubliceerd door Tortonese.